# Cultura Kura-Araxes

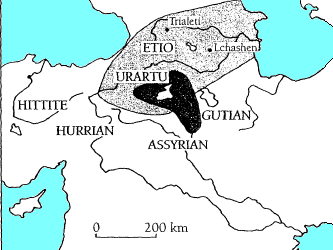
L'estensione della cultura Kura-Araxes (ombreggiatura chiara) mostrata in relazione alle culture successive dell'area, come Urartu (ombreggiatura scura).

La cultura di Kura-Araxes o antica cultura trans-caucasica, era una civiltà esistita dal 3400 a.C. fino al 2000 a.C. circa. Il nome della cultura viene derivato dalle valli fluviali del Kura e Aras e la sua più antica attestazione si trova nella piana dell'Ararat; da cui, a partire dal IV millennio a.C., si diffuse in Transcaucasia, e durante il millennio successivo avanzò verso l'Anatolia, raggiungendo nella pianura di Erzurum, a sud-ovest in Cilicia, e a sud-est all'interno dell'area vicina ai laghi di Urmia e di Van, e a sud fino ai confini dell'attuale Siria. Complessivamente, l'antica cultura trans-caucasica, nella sua più grande estensione, circondava una vasta area approssimativamente di 1000 x 500 km e il suo territorio sarebbe oggi parte dei stati moderni di Armenia, Azerbaigian, Georgia e Turchia. Ricerche recenti hanno suggerito che il risultato dello sviluppo naturale della cultura Kura-Araxes sia stata la cultura della ceramica dipinta di Nakhchivan.

## Insediamenti
Le evidenze archeologiche indicano che gli antichi insediamenti di questa cultura si trovavano lungo il fiume Hrazdan, testimoniati dai ritrovamenti di disegni nelle grotte delle montagne circostanti. Le strutture degli insediamenti non rivelano molta differenziazione sia nelle dimensioni che nella tipologia, il che sembra indicare che in quel periodo lo sviluppo della gerarchia sociale era piuttosto limitato. Solo alcuni insediamenti erano circondati da mura di pietra. Le case costruite con mattoni di fango, avevano originariamente una forma rotonda; in seguito assunsero una forma rettangolare, con appena una o due stanze, oppure con varie stanze disposte attorno ad uno spazio aperto, o a sviluppo rettilineo. Essa può aver contribuito alla crescita della successiva cultura della ceramica di Beth Yerah trovata in Siria e Cananea dopo la caduta dell'Impero accadico.

## Economia
L'economia era fondata sull'agricoltura e l'allevamento di bestiame. Coltivavano cereali e vari frutteti, e sono conosciuti per avere utilizzato strumenti per fare la farina. Allevavano bestiame, pecore, capre, cani, e nelle sue fasi successive, cavalli.
La ceramica aveva il suo tratto distintivo, dipinta in nero e rosso, con disegni decorativi geometrici. Esempi sono stati trovati fino in Siria e Israele, e a nord nel Daghestan e in Cecenia. La diffusione di questa ceramica, insieme all'attestazione archeologica di invasioni, fanno pensare che il popolo Kura-Araxes possa essersi diffuso fuori dalla sue terre originarie, e molto più certamente, ebbe estesi contatti commerciali.

## Metallurgia

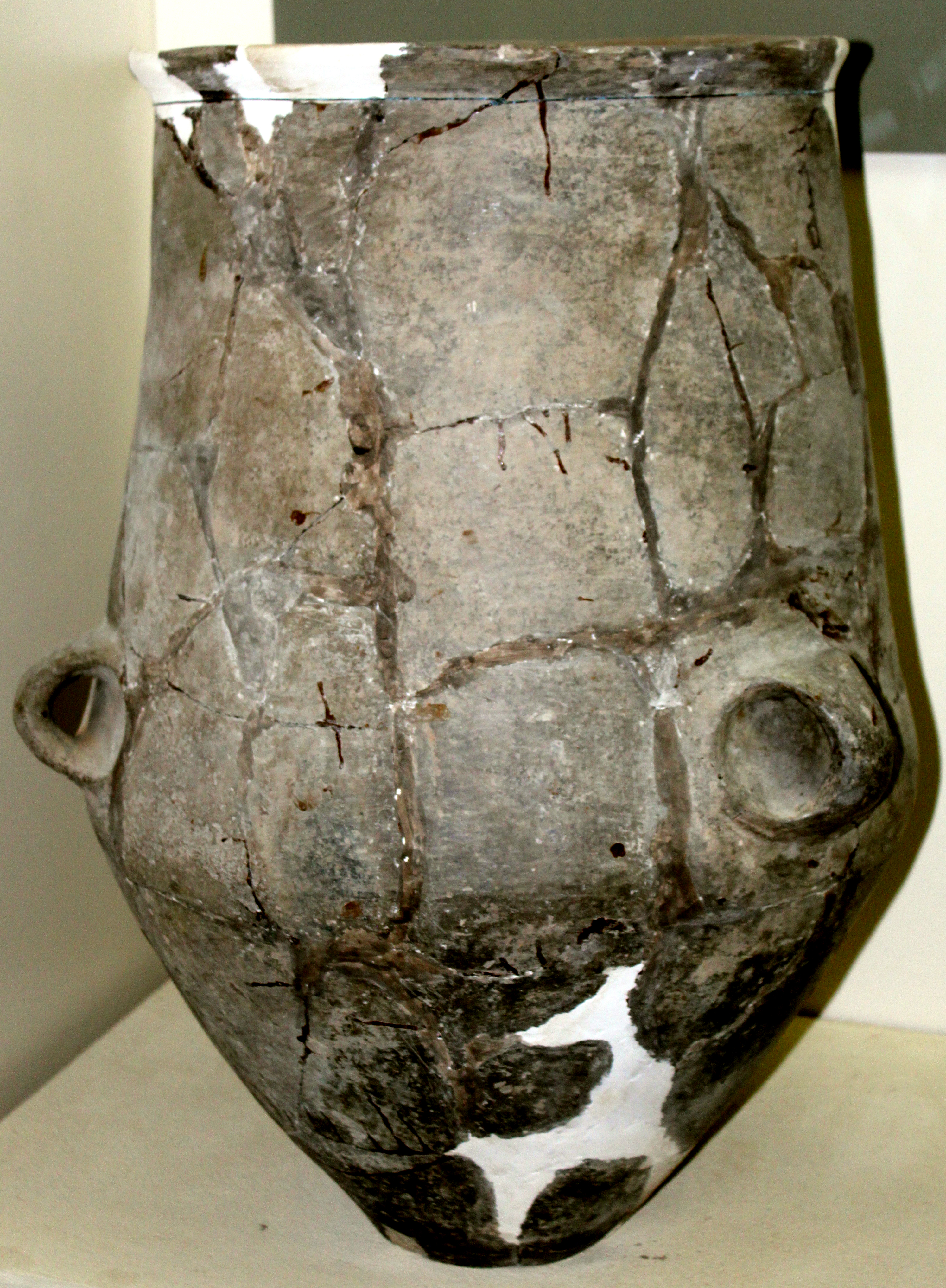
Ceramica

Nella sua fase più arcaica, la lavorazione del metallo era molto limitata, ma più tardi avrebbe mostrato "un precoce sviluppo metallurgico che influenzò fortemente le regioni circostanti". I metalli lavorati includevano rame, arsenico, argento, oro, stagno e bronzo.
Sono stati rinvenuti oggetti metallici appartenenti a questa cultura nell'area dei fiumi Volga, Dnepr e Donec a settentrione, in Siria e Palestina a sud, in Anatolia a ovest.